# John Phillip Law
John Phillip Law (7 de septiembre de 1937 – 13 de mayo de 2008) fue un actor cinematográfico de nacionalidad estadounidense.
Fue sobre todo conocido por su papel del ángel ciego Pygar en el clásico de ciencia ficción Barbarella (1968), protagonizado por Jane Fonda, y por encarnar al presentador de noticias Robin Stone en The Love Machine (1971). En este último film tuvo la oportunidad de actuar junto a Alexandra Hay, con la cual había trabajado en la "comedia ácida" de 1968 Skidoo.

## Biografía
Nacido en Los Ángeles, California, sus padres eran el Ayudante de Sheriff del Condado de Los Ángeles John Law y la actriz Phyllis Sallee. Su hermano era el actor Thomas Law.
De niño trabajó como extra cinematográfico, y tuvo un papel no hablado en el film de John Sturges The Magnificent Yankee (1950). Más adelante estudió arte dramático en la Universidad de Hawái y actuó en varias producciones teatrales universitarias.
Una vez graduado, Law se mudó a la ciudad de Nueva York, formándose en el Lincoln Center Repertory Theatre de Elia Kazan, obteniendo un pequeño papel en la comedia de Garson Kanin Come On Strong (1962). Como otros muchos actores de la época, viajó a Italia, donde actuó en varias películas. Una de ellas fue vista por el director Norman Jewison, que pensó que Law era perfecto para el papel de un joven marinero soviético en ¡Que vienen los rusos!  (1966).
Posteriormente fue coprotagonista en la cinta de Otto Preminger Hurry Sundown (1967). Law volvió entonces a Europa, interpretando el primer papel del spaghetti western Death Rides a Horse (1967), al personaje del título en Danger: Diabolik (1968), y encarnando a un ángel en Barbarella. Tras ello rodó The Sergeant (1968) con Rod Steiger.
Alto y atractivo, y con ojos azules, Law fue un sex symbol de los años 1960, siendo invitado frecuente de la sociedad de Hollywood, así como por Hugh Hefner en su Mansión Playboy. Aunque nunca llegó a ser una superestrella, fue un popular héroe de acción, sobre todo en el cine italiano, en géneros como la ciencia ficción y fantasía, la comedia, el western, y el cine bélico.
Law coprotagonizó el film de Roger Corman Von Richthofen and Brown (1971), interpretando a Manfred von Richthofen, mientras que Don Stroud era Roy Brown. En el film, Law aprendió los rudimentos del vuelo, consiguiendo de esa manera escenas mucho más realistas. Algunas otras películas de Law alcanzaron el estatus de clásicos de culto, entre ellas The Love Machine (1971), El viaje fantástico de Simbad (The Golden Voyage of Sinbad, 1973), y Ataque Fuerza Z (1982).
En el año 2001 actuó en el debut en la dirección de Roman Coppola, la cinta CQ, un homenaje a las películas italianas de serie B que a menudo había protagonizado en los años 1960. El último papel de Law en el cine llegó en 2008 con Chinaman’s Chance: America’s Other Slaves.
El 13 de diciembre de 2007 le diagnosticaron un cáncer de páncreas. John Phillip Law falleció cinco meses después en su casa en Los Ángeles, California. Sus restos fueron incinerados, y las cenizas esparcidas en el mar. Había estado casado con la actriz Shawn Ryan, con la que tuvo una hija.

## Selección de su filmografía
- The Magnificent Yankee, de John Sturges (1950)
- Show Boat, de George Sidney (1951)
- Smog, de Franco Rossi (1962)
- Alta infedeltà, de Mario Monicelli, Elio Petri, Franco Rossi y Luciano Salce (1964, episodio "Scandaloso")
- Tre notti d'amore, de Renato Castellani, Luigi Comencini y Franco Rossi (1964, episodio "Fatebenefratelli")
- ¡Que vienen los rusos!, de Norman Jewison (1966)
- Hurry Sundown, de Otto Preminger (1967)
- De hombre a hombre, de Giulio Petroni (1967)
- L'harem, de Marco Ferreri (1967)
- Diabolik, de Mario Bava (1968)
- Barbarella, de Roger Vadim (1968)
- Skidoo, de Otto Preminger (1968)
- The Sergeant, de John Flynn (1968)
- Certo, certissimo, anzi... probabile, de Marcello Fondato (1969)
- The Hawaiians, de Tom Gries (1970)
- Strogoff, de Eriprando Visconti (1970)
- Von Richthofen and Brown, de Roger Corman (1971)
- The Love Machine, de Jack Haley Jr. (1971)
- The Last Movie, de Dennis Hopper (1971)
- Polvere di stelle, de Alberto Sordi (1973)
- El viaje fantástico de Simbad (The Golden Voyage of Sinbad), de Gordon Hessler (1973)
- Open Season, de Peter Collinson (1974)
- The Spiral Staircase, de Peter Collinson (1975)
- Ambición fallida, de Christian-Jaque (1975)
- Un sussurro nel buio, de Marcello Aliprandi (1976)
- Tu dios y mi infierno, de Rafael Romero Marchent (1976)
- El puente de Cassandra (The Cassandra Crossing), de George Pan Cosmatos (1976)
- Target of an Assassin, de Peter Collinson (1977)
- L'occhio dietro la parete, de Giuliano Petrelli (1977)
- Der Schimmelreiter, de Alfred Weidenmann (1978)
- Un'ombra nell'ombra, de Pier Carpi (1979)
- Tarzán, el hombre mono, de John Derek (1981)
- Ataque Fuerza Z, de Tim Burstall (1982)
- Tin Man, de John G. Thomas (1983)
- Danger - Keine Zeit zum Sterben, de Helmut Ashley (1984)
- Night Train to Terror, de John Carr (1985)
- Rainy Day Friends, de Gary Kent (1985)
- American Commandos, de Bobby A. Suarez (1985)
- Striker, de Enzo G. Castellari (1987)
- Johann Strauss - Der König ohne Krone, de Franz Antel (1987)
- Moon in Scorpio, de Gary Graver (1987)
- Colpo di stato, de Fabrizio De Angelis (1987)
- Delirio di sangue, de Sergio Bergonzelli (1988)
- Thunder 3, de Fabrizio De Angelis (1988)
- Una grande storia d'amore, de Duccio Tessari (1988)
- Space Mutiny, de David Winters (1988)
- Cold Heat, de Ulli Lommel (1989)
- Little Women of Today (1990)
- Nerds of a Feather, de Gary Graver (1990)
- Alienator, de Fred Olen Ray (1990)
- Le Gorille, serie TV, episodio 1.6 (1990)
- Delta Force Commando II: Priority Red One, de Pierluigi Ciriaci (1990)
- Alaska Stories (1991)
- White Cobra Express, de Jeff Kwitny (1991)
- A Case of Honor, de Eddie Romero (1991)
- Power Force, de Godfrey Ho (1991)
- Il giorno del porco, de Sergio Pacelli (1992)
- Europa Mission (1992)
- Marilyn Alive and Behind Bars, de John Carr (1992)
- Shining Blood, de Stan Klossowski (1992)
- Angel Eyes, de Gary Graver (1993)
- Brennendes Herz, de Peter Patzak (1995)
- Hindsight, de John T. Bone (1996)
- My Ghost Dog, de John Putch (1997)
- Wanted, de Harald Sicheritz (1999)
- Bad Guys, de Bryan Genesse (2000)
- CQ, de Roman Coppola (2001)
- Curse of the Forty-Niner, de John Carl Buechler (2002)
- I tre volti del terrore, de Sergio Stivaletti (2004)
- Amore impossibile, de Lamberto Bava (2004)
- L'apocalisse delle scimmie, de Romano Scavolini (2005)
- Vic, de Sage Stallone (2006)
- Ray of Sunshine, de Norbert Meisel (2006)
- Chinaman’s Chance: America’s Other Slaves, de Aki Aleong (2008)